# Liste der Biografien/Erx
Liste der Biografien |
Portal Biografien |
Personensuche
# |
A |
B |
C |
D |
E |
F |
G |
H |
I |
J |
K |
L |
M |
N |
O |
P |
Q |
R |
S |
T |
U |
V |
W |
X |
Y |
Z |
?
 
Ea |
Eb |
Ec |
Ed |
Ee |
Ef |
Eg |
Eh |
Ei |
Ej |
Ek |
El |
Em |
En |
Eo |
Ep |
Eq |
Er |
Es |
Et |
Eu |
Ev |
Ew |
Ex |
Ey |
Ez
 
Era |
Erb |
Erc |
Erd |
Ere |
Erf |
Erg |
Erh |
Eri |
Erj |
Erk |
Erl |
Erm |
Ern |
Ero |
Erp |
Err |
Ers |
Ert |
Eru |
Erv |
Erw |
Erx |
Ery |
Erz
Die Liste der Biografien führt alle Personen auf, die in der deutschsprachigen Wikipedia einen Artikel haben. Dieses ist eine Teilliste mit 17 Einträgen von Personen, deren Namen mit den Buchstaben „Erx“ beginnt.

## Erx

### Erxl
- Erxleben, Albrecht (1814–1887), Hochschullehrer und Richter
- Erxleben, Carl (1814–1884), Finanzminister des Königreichs Hannover und Politiker, MdR
- Erxleben, Carl (1815–1882), deutscher Politiker, Landdrost und Verwaltungsbeamter
- Erxleben, Charlotte (1906–1981), deutsche Gerechte unter den Völkern
- Erxleben, Dorothea Christiane (1715–1762), erste promovierte deutsche ÄrztinDorothea Christiane Erxleben (1715–1762)

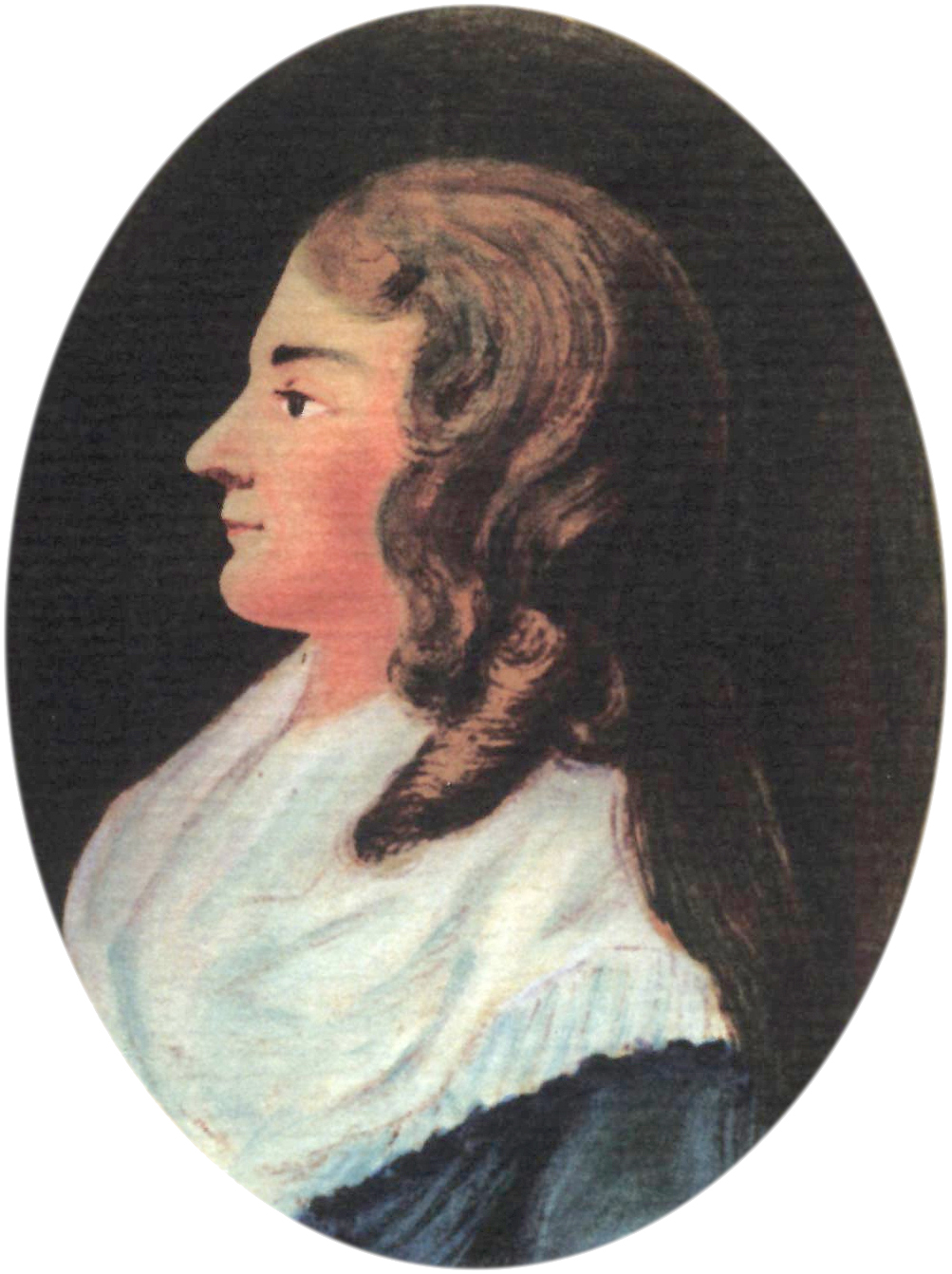
Dorothea Christiane Erxleben (1715–1762)

- Erxleben, Eberhard (1925–2010), deutscher Epigraphiker
- Erxleben, Eckhard (* 1944), deutscher Schriftsteller und Lyriker
- Erxleben, Eduard (1834–1890), deutscher Jurist und Amtsvorstand, vergleichbar mit einem heutigen Landrat
- Erxleben, Friedrich (1883–1955), deutscher Priester und Widerstandskämpfer
- Erxleben, Günter (1909–2005), deutscher Journalist in der DDR
- Erxleben, Hanni (1903–2001), deutsche Biochemikerin
- Erxleben, Johann Christian Polycarp (1744–1777), deutscher Gelehrter
- Erxleben, Johann Heinrich Christian (1753–1811), deutscher Rechtsgelehrter
- Erxleben, Johannes (1893–1972), deutscher Berufssoldat und Wehrmachtsgeneral
- Erxleben, Joseph (1889–1973), US-amerikanischer Langstreckenläufer
- Erxleben, Otto von (1788–1856), preußischer Major, Gutsbesitzer
- Erxleben, Wolfgang (1911–1945), deutscher Philosoph